# Ferdinand Willeit

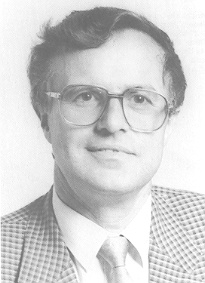
Ferdinand Willeit

Ferdinand Willeit (* 14. September 1938 in Franzensfeste; † 2. August 2018 in Verona) war ein italienischer Manager und Politiker aus Südtirol.

## Biografie
Willeit studierte an den Universitäten Innsbruck und Padua Rechtswissenschaften und arbeitete anschließend in der öffentlichen Verwaltung Südtirols. 1971 wurde er Geschäftsführer des Südtiroler Gemeindenverbands, von 1981 bis 1997 war er Präsident der Sanitätseinheit Mitte-Süd. Bei den italienischen Parlamentswahlen 1987 konnte Willeit für die Südtiroler Volkspartei ein Mandat für die Abgeordnetenkammer erringen, das er bis 1992 innehatte. Von 1992 bis 2007 war er Präsident der Autostrada del Brennero S.p.A./ Brennerautobahn AG, die die A22 betreibt, den italienischen Abschnitt der Brennerautobahn. Von 1997 beziehungsweise von 2002 bis 2009 war er zudem Präsident der Società Trasporto Rotaia Brennero SpA und der Rail Traction Company, zweier Firmen, die von der Brennerautobahn AG kontrolliert werden und im Eisenbahnbereich tätig sind. Von 2005 bis 2010 war Willeit stellvertretender Vize-Präsident der Bank für Trient und Bozen, zuletzt war er Präsident des Telekommunikationsanbieters Brennercom.
Im Jahr 2011 erhielt Willeit das Ehrenzeichen des Landes Tirol.